# 國際劇場

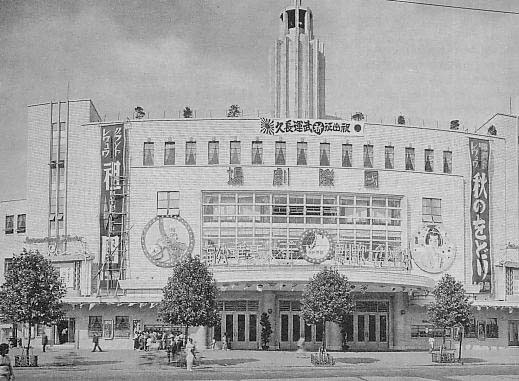
戰前的國際劇場

國際劇場，是以前位於東京都台東區浅草的劇場，戰後支撐了昭和時期的演藝圈。國際劇場於1937年7月底才開幕，後因重建關係於1982年2月拆卸，並在原址興建了淺草豪景酒店。